# Onhaye
Onhaye – miejscowość i gmina w południowo-wschodniej Belgii, w Regionie Walońskim, w prowincji Namur, w okręgu Dinant. 1 stycznia 2024 roku liczyła 3231 mieszkańców.  

## Podział administracyjny
W skład gminy wchodzi sześć dzielnic (section):
- Anthée
- Falaën
- Gerin
- Serville
- Sommière
- Weillen